# حشيشة الفضة
حَشِيشَة الفِضَّة  نوع نبات عشبي من جنس الكمالية من الفصيلة الوردية، اسمه العلمي Alchemilla alpina.